# IEC 61000-4-2
IEC 61000-4-2 és una normativa internacional (creada per l'IEC) de compatibilitat electromagnètica que es refereix als requisits d'immunitat a les descàrregues electroestàtiques. És la part 4-2 de la norma IEC 61000[3] i la darrera versió es pot esbrinar aquí. La norma pretén simular descàrregues electroestàtiques produïdes directament per operadors i entre persones i objectes situats en les proximitats. L'objecte d'aquesta norma és establir una base comú per i reproduïble per a avaluar les característiques de funcionament dels equips elèctrics i electrònics quan es sotmeten a descàrregues electroestàtiques.

## Contingut
La norma IEC 61000-4-2 defineix el següent:
- La forma d'ona típica del corrent de descàrrega.
- El rang de nivells d'assaig.
- L'equip d'assaig.
- La instal·lació d'assaig.
- El procediment d'assaig.
- El procediment de calibratge.
- La incertesa de la mesura.

## Nivell de tensió d'assaig
Hi ha dos tipus d'assaig : descàrrega per contacte (per a simular descàrregues entre persones i els equips) i descàrregues a l'aire (per a simular descàrregues entre persones i objectes situats en les proximitats). Nivells de tensió de la descàrrega de tensió-corrent i forma d'ona segons figura :
| Nivell | Descàrrega per contacte | Descàrrega a l'aire |
| 1      | 2KV                     | 2KV                 |
| 2      | 4KV                     | 4KV                 |
| 3      | 6KV                     | 8KV                 |
| 4      | 8KV                     | 15KV                |
| X      | especial                | especial            |

## Dispositius per a poder superar IEC 61000-4-2
Es poden destacar:
- Varistors
- TVS
- Fusibles rearmables PTC

## Instrumentació per a poder assajar l'IEC 61000-4-2
Es poden trobar:
- Instrumentació d'emtest
- Instrumentació de TESEQ
- Instrumentació Haefely
- Instrumentació Noiseken